# Ґрадово (Куявсько-Поморське воєводство)
Ґрадово (пол. Gradowo) — село в Польщі, у гміні Пйотркув-Куявський Радзейовського повіту Куявсько-Поморського воєводства.
Населення — 292 особи (2011).
У 1975-1998 роках село належало до Влоцлавського воєводства.

## Демографія
Демографічна структура станом на 31 березня 2011 року:
|          | Загалом | Допрацездатний вік | Працездатний вік | Постпрацездатний вік |
| -------- | ------- | ------------------ | ---------------- | -------------------- |
| Чоловіки | 141     | 35                 | 94               | 12                   |
| Жінки    | 151     | 44                 | 76               | 31                   |
| Разом    | 292     | 79                 | 170              | 43                   |